# KOS (Unternehmen)
KOS, ehemals Holding di Sanità e Servizi S.p.A. (HSS), ist eine italienische Unternehmensgruppe, die sich mit dem Management von stationären und pflegerischen Einrichtungen beschäftigt, hauptsächlich im Bereich der Altenpflege.
Sie wurde 2002 durch Carlo De Benedetti und Manager aus der Gesundheitsbranche gegründet und ist in elf italienischen Regionen sowie in Großbritannien und Indien mit rund hundert Einrichtungen vertreten.

## Geschichte
Das Unternehmen wurde als HSS (Holding di Sanità e Servizi) im Rahmen der Investitionstätigkeit der CIR-Gruppe durch Claudio Strabon und Giuseppe Vailati Venturi mit dem Ziel einer Expansion in den Bereich der Altenpflege und Rehabilitation gegründet. Diese wurde von  Piero Micossi geleitet (bis zu seinem Tod im Jahr 2009).
Im Jahr 2003 erfolgte die erste Übernahme von drei Altenpflegeheimen in Ligurien. Im darauffolgenden Jahr erfolgte der Einstieg in die psychiatrische Rehabilitation durch die Übernahme von Redancia, einem Unternehmen, das seit 1990 in Ligurien vier solcher Einrichtungen betrieb. Im selben Jahr erwarb das Unternehmen im Rahmen einer Ausschreibung der Region Lombardei die Leitung des Krankenhauses in Suzzara (Mantua), das renoviert werden sollte und 2011 seinen Betrieb aufnahm.
Im Juni 2006 erwarb das Unternehmen die Residenze Anni Azzurri, einen  privaten Betreiber im Bereich der Sozialfürsorge mit rund fünfzig Heimen und 1600 Betten in acht Regionen. Im Juli gründete es Medipass, das sich auf Outsourcing und technologisch komplexe Dienstleistungen wie diagnostische Bildgebung und Nuklearmedizin spezialisiert hat.
Im Jahr 2009 änderte es seinen Namen in KOS, nach der Insel, auf der Hippokrates geboren wurde. Im April 2010 beantragte es die Börsennotierung bei der Consob, zog den Antrag jedoch aufgrund der Marktbedingungen zurück. Im Dezember 2010 stieg ein französischer Fonds, Axa Private Equity (später Ardian), bei KOS ein und übernahm 47 % des Unternehmens für 150 Millionen Euro.
Bis 2014 folgte eine Reihe von Übernahmen: das Pflegeheim Villa dei Pini in Civitanova Marche, die Unternehmen San Rocco in Segrate (150 Betten) und Il Melograno in Cassina de’ Pecchi (147 Betten), das Start-up-Unternehmen Medipass Healthcare im Vereinigten Königreich und ein nach indischem Recht gegründetes Unternehmen in Neu-Delhi für die Verwaltung von Diagnoseabteilungen in privaten und öffentlichen Einrichtungen. Im Jahr 2011 übernahm das Unternehmen Beato Angelico in der Provinz Florenz, gefolgt von Übernahmen in den Regionen Emilia-Romagna, Piemont und in Rom.
Im März 2016 kam es zu einer neuen Umstrukturierung der Gruppe: F2i, ein Fonds, an dem die Cassa Depositi e Prestiti (CDP) beteiligt ist, trat in die KOS ein, indem er (über F2i Healthcare) die 37 % übernahm, die seit 2010 vom Ardian-Fonds gehalten wurden, während Cir die verbleibenden 10 % in den Händen des französischen Fonds erwarb und damit von 51,3 % auf 62,7 % stieg. Der Wert der Transaktion betrug 292 Millionen Euro. Die Übernahme wurde einige Monate später, im Juli, mit der anschließenden Ernennung von Carlo Michelini, Generaldirektor des Investmentbereichs von F2i, zum Vorsitzenden der Gruppe abgeschlossen. Im August kam es zu einer neuen Konstellation: Der Staatsfonds von Bahrain stieg bei KOS ein, indem er für rund 40 Millionen Euro eine Beteiligung an F2i Healthcare übernahm. Im Gegenzug verkaufte Cir seine 3,2 %ige Beteiligung für 20 Millionen Euro an F2i. Nach Abschluss dieser komplexen Transaktionen setzt sich die Aktionärsstruktur wie folgt zusammen: Cir 59,53 %, F2i Healthcare 40,47 %.
Im Juli 2019 erwarb Kos für 90 Millionen Euro die Kontrolle über das Unternehmen Charleston in Deutschland, das mit insgesamt 4.050 Betten und einem Umsatz von 152 Millionen Euro im Jahr 2018 47 Einrichtungen für ältere Menschen verwaltete. Mit dieser Transaktion stieg die Zahl der von KOS verwalteten Einrichtungen von 85 auf 132 mit insgesamt mehr als 12.000 Betten.
Im September 2020 verkaufte KOS Medipass (ohne das indische Geschäft) für 103 Millionen Euro an den DWS-Fonds, eine von der Deutschen Bank kontrollierte deutsche Verwaltungsgesellschaft. Für Cir betrug der Kapitalgewinn 50 Millionen Euro, während die Schulden, die im Sommer 356 Millionen Euro betrugen, um 160 Millionen Euro sanken.

## Struktur

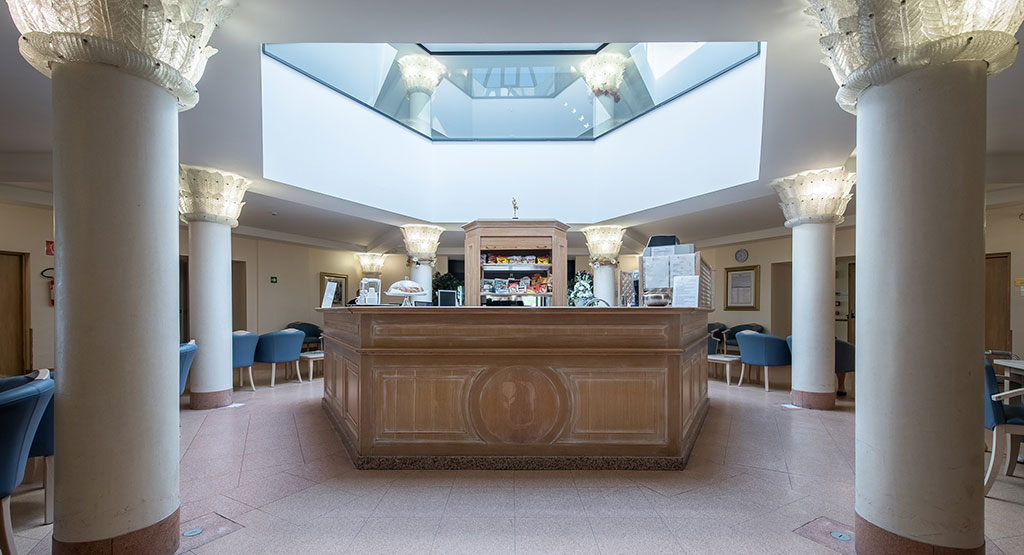
Kos Care Residenza Anni Azzurri Rezzato, Innenraum einer der sozialmedizinischen Einrichtungen von Kos.

Im Jahr 2018 verfügte das Unternehmen über mehr als 140 Einrichtungen, hauptsächlich in Italien:
- 50 Residenzen für ältere Menschen
- 15 Rehabilitationszentren
- 13 psychiatrische therapeutische Gemeinschaften
- 6 psychiatrische Kliniken
- 2 Krankenhäuser
- 24 ambulante Rehabilitations- und Diagnosezentren
- 33 Servicestellen für Diagnostik und Therapie (15 in Italien, 15 in Indien, zwei in Großbritannien)

Quelle: KOS Group

## Wirtschaftliche Daten
Im Jahr 2018 verzeichnete KOS einen Umsatz von 544,9 Millionen Euro, einen operativen Gewinn von 101,8 Millionen und einen Nettogewinn von 36,2 Millionen Euro.